# قصة الشبح (رواية ستروب)
قصة الشبح هي رواية رعب للكاتب الأمريكي بيتر ستروب. نشرها أبناء ج. ب. بتنام في 1 يناير 1979، وتم تعديله كفيلم رعب عام 1981، باستثناء البطل الخامس، لويس بنديكت. لقد كانت نقطة تحول في مسيرة ستروب المهنية، حيث أصبح من أكثر الكتب مبيعًا على المستوى الوطني وعزز سمعته.

## الملخص
تبدأ الرواية برجل يُدعى دونالد واندرلي يسافر مع فتاة صغيرة يبدو أنه اختطفها. في النهاية، وصل دونالد والفتاة إلى مدينة بنما بولاية فلوريدا، وعندها تقفز الرواية بالزمن إلى الوراء إلى أحداث الشتاء السابق.
يعيش في بلدة ميلبورن الصغيرة الواقعة شمال ولاية نيويورك (موقع خيالي يُشار إلى أنه يقع في مقاطعة بروم شرق بينغهامتون) هناك أربعة رجال مسنين ينتمون إلى عصبة تسمى جمعية تشودر: جون جافري، طبيب ؛ لويس بنديكت، رجل أعمال متقاعد ؛ سيرز جيمس، محام ؛ وريكي هوثورن، محام وشريك جيمس. على مدار الخمسين عامًا الماضية، اجتمع هؤلاء الأصدقاء المقربون معًا ورووا قصصًا لبعضهم البعض وكانوا رفقاء رائعين. ومع ذلك، كانت مجموعتهم تتكون من خمسة أعضاء. قبل عام واحد، أقام جافري حفلة في منزله تكريما لممثلة زائرة، وتوفي العضو الخامس، إدوارد واندرلي، في غرفة نوم بالطابق العلوي خلال الاحتفالات. كانت هناك نظرة من الرعب المطلق على وجهه، كما لو كان خائفا حتى الموت.
منذ تلك الليلة، ابتلي الأصدقاء بكوابيس مروعة، واضطروا إلى سرد قصص الأشباح لبعضهم البعض. في أحد اجتماعاتهم، يخبرهم سيرز عن قصة شبح عندما كان شابًا. قبل أن يقرر الالتحاق بكلية الحقوق، كان جيمس قد شغل منصبًا تدريسيًا في مجتمع ريفي. طور افتتانًا بأحد طلابه، وهو صبي صغير بطيء ومضطرب عقليًا يُدعى فيني بات. تم نبذ فيني وشقيقته من قبل المجتمع، وعند إجراء بعض الاستفسارات اكتشف السبب. كان للطفلين أخ أكبر يُدعى غريغوري، وكان يُعتقد عمومًا أن غريغوري تحرش جنسيًا بأخيه الأصغر. توفيت والدة الأشقاء، وكان والدهم قد تخلى عن الأسرة، وكان غريغوري وصيًا على إخوته الصغار.
في أحد الأيام أثناء إصلاح أحد الأسطح، سقط غريغوري عن السلم وقتل، واعتقد أحدهم أنه رأى طفلي باتي الصغار يهربان من مكان الحادث. يخبر سيرز أصدقائه أنه في هذا الوقت بدأ يرى شابًا مهددًا يتسكع حول المدرسة، وفي النهاية أصبح يعتقد أنها روح غريغوري باتي. حاول سيرز إنقاذ فيني من براثن أخيه المتوفى، لكن دون جدوى. توفي فيني، وترك سيرز المجتمع الصغير عندما أنهى العام الدراسي.
في صباح اليوم التالي بعد سرد قصته، تم استدعاء سيرز وريكي إلى مزرعة أحد زبائنهما، الذي وجد بعض الماشية المشوهة في حقله. لاحقًا في السيارة، يكشف سيرز لريكي أن قصة الليلة السابقة لم تكن خيالية، لكنها حدثت له بالفعل في شبابه. يعترف سيرز أيضًا بأنه خائف، مثله مثل جميع أعضاء جمعية حساء الشودر. قرروا الكتابة إلى ابن أخ إدوارد، دونالد واندرلي، حيث كتب دونالد رواية غامضة ويعتقدون أن قدراته البحثية قد يتم توظيفها نيابة عنهم. قبل وصول دونالد، على أية حال، مات جافري في انتحار واضح بالقفز من فوق الجسر.
يصل دونالد مع اقتراب الجنازة من نهايتها. أخبره الأعضاء الثلاثة المتبقون في الجمعية أنهم يريدون منه التحقيق في أي طرق محتملة قد يراها مناسبة. قبل عدة سنوات، توفي ديفيد شقيق دونالد في ظروف غامضة، مما دفعه لكتابة روايته المرعبة. يروي لهم دونالد قصة ما يعتقد أنه حدث بالفعل. لقد حصل على منصب تدريسي في جامعة كاليفورنيا بيركلي بفضل الاستقبال الجيد لروايته الأولى وبدأ في رؤية طالبة دراسات عليا جميلة اسمها ألما موبلي. في البداية كان لا ينفصل عنها، وكان هناك حديث عن الزواج. لكن بمرور الوقت بدأ يلاحظ أشياء غريبة عنها وشعر أن هناك شيئًا غير طبيعي في ألما. على سبيل المثال، كان لديها أحد معارف تجارة المخدرات الشرير المسمى جريج بينتون (الذي كان وصيًا لأخ أصغر معاقًا عقليًا)، وحتى معارف أكثر شراً ينتمون إلى طائفة مرتبطة بعائلة مانسون، وادعوا أنهم على اتصال منتظم مع روح رجل ميت اسمه تاسكر مارتن الذي "وافق" على علاقتهما. توقف دونالد عن رؤيتها بنفس القدر، وعانى عمله، وفي يوم من الأيام اختفت ألما ببساطة. عند التحقيق اكتشف أن الكثير من الأشياء التي أخبرته بها ألما عن ماضيها كانت مفبركة. على سبيل المثال، ادعت أنها ابنة فنان ثري من نيو أورلينز يُدعى روبرت موبلي، وكان لديه ولدان ولكن ليس له ابنة. في الواقع، كان روبرت موبلي قد مر بتجربة غريبة تشبه إلى حد ما تجربة دونالد حيث انتحر ابنه شيلبي بعد علاقة غرامية مع فتاة صغيرة غامضة تدعى إيمي مونكتون تحت وصاية امرأة تدعى فلورنس دي بيسر التي وظفت رجلاً شريرًا اسمه جريجوريو كسائق لها. بعد بضعة أشهر، اتصل به ديفيد وأخبره أنه وألما كانا مخطوبين وأنه يريد أن تكون الأمور على ما يرام بين دونالد وخطيبته. حاول دونالد تحذير ديفيد بشأن ألما، ولكن دون جدوى، وبعد ذلك بوقت قصير مات ديفيد.
لم يمض وقت طويل على مقتل لويس بنديكت في الغابة، وقرر سيرز وريكي أن الوقت قد حان لإخبار دونالد بأفظع قصة تعرفها جمعية تشودر - وهي أيضًا قصة حقيقية. قبل خمسين عامًا، انتقلت شابة تدعى إيفا جالي إلى المدينة. كانت في أوائل العشرينيات من عمرها، وسقط جميع الشبان الخمسة رأسًا على عقب من أجلها، على الرغم من أنه كان حبًا أفلاطونيًا بحتًا. ذات ليلة من عام 1929 - بعد فترة ليست طويلة من الثلاثاء الأسود - جاءت إيفا لرؤيتهم، لكنها لم تكن تتصرف على طبيعتها. لقد قامت بتحركات جنسية وقللت من شأنهم. كان هناك صراع وسقطت إيفا وضربت رأسها. اعتقدوا أنها ماتت، وتآمروا لإخفاء الجثة بوضعها في سيارة وقيادتها في بركة عميقة. لكن في اللحظة الأخيرة اختفى جسد إيفا من داخل السيارة، وكان هناك وشق ينظر إليهم من الضفة الأخرى.
بدأ دونالد بحثه وسرعان ما توصل إلى استنتاج مفاده أن ما يتعاملون معه هو مانيتو، أو نوع آخر من المخلوقات المتغيرة الشكل. يعتقد أيضًا أن ألما موبلي هي في الواقع إيفا جالي، وأيضًا إيمي مونكتون والممثلة الشابة الغامضة التي كانت ضيف الشرف في الحفلة التي توفي فيها عمه. يجد بعض تسجيلات عمه على أشرطة ويستمع إلى أجزاء لم يسمعها حتى عمه بعد، حيث تتحدث مباشرة معه وإلى جمعية تشودر الباقية، قائلة إنها تنتمي إلى جنس قديم من الكائنات وأنها هي نفسها كبيرة بما يكفي لتذكر البشر الأوائل في البلاد.
انضم إلى دونالد وريكي وسيرز في نضالهم بيتر بارنز، الشاب الذي قُتلت والدته على يد خدم هذه المخلوقات، الذين كانوا في السابق بشرًا عاديين مُنحوا حياة وسلطات جديدة. تم نصب كمين لسيرز وقتل في سيارته، ويدرك الناجون الآن أن غريغوري وفيني الذي أعيد إحيائهما يساعدان إيفا في مساعيها، وأن غريغوري مطابق لجريج بينتون، تاجر المخدرات الذي واجهه دونالد في بيركلي، وفيني كان شقيق جريج بينتون المعاق، وغريغوري وغريغوريو من معارف نيو أورلينز من روبرت موبلي كانا متشابهين أيضًا. يخبرهم غريغوري أن فلورنس دي بيسر ساعدت في إحيائه، وأن إيفا تابعة أيضًا لامرأة دي بيسر. هاجم غريغوري وفيني بيتر ودونالد وريكي في إحدى دور السينما، لكن كلاهما قُتلا في الصراع الذي تلا ذلك، تاركين دونالد يدرك أنه على الرغم من أن لديهم قوى أخرى، فإن المخلوقات ليست خالدة حقًا. يتتبع الناجون إيفا ويهزمونها، لكنها تهرب في شكل جديد.
يترك ريكي ميلبورن لقضاء إجازة طويلة مع زوجته، ويستعد بيتر للجامعة. يراقب دونالد ليرى الشكل الذي ستظهر به إيفا بعد ذلك، ويعتقد أنها الفتاة الصغيرة في الجزء الافتتاحي من الكتاب.
أثناء وجوده في فلوريدا، تخرج إيفا من شكل الفتاة الصغيرة وتحاول تحريف عقل دونالد. إنه قادر على المقاومة ويقتلها بعد أن حاولت أن تأخذ شكل دبور للهرب. ثم يستعد دونالد للذهاب إلى سان فرانسيسكو لمطاردة امرأة دي بيسر.

## الاستقبال
يسرد ستيفن كينغ، في مراجعته لرقصة الموت ويصف قصة الشبح كواحدة من أفضل روايات الرعب في أواخر القرن العشرين ويقدم مراجعة مطولة في قسم «الرعب الخيالي».